# Банилово-Підгірнівська сільська рада
Бани́лово-Підгі́рнівська сільська́ ра́да — адміністративно-територіальна одиниця та орган місцевого самоврядування у Сторожинецькому районі Чернівецької області. Адміністративний центр — село Банилів-Підгірний.

## Загальні відомості
- Населення ради: 4 012 осіб (станом на 2001 рік)

## Населені пункти
Сільській раді були підпорядковані населені пункти:
- с. Банилів-Підгірний

## Склад ради
Рада складалася з 22 депутатів та голови.
- Голова ради: Абрамчук Валерій Антонович
- Секретар ради: Палічук Майя Миколаївна

### Керівний склад попередніх скликань
| Прізвище, ім'я, по батькові | Основні відомості                                                 | Дата обрання | Дата звільнення |
| --------------------------- | ----------------------------------------------------------------- | ------------ | --------------- |
| Абрамчук Валерій Антонович  | Сільський голова, 1956 року народження, освіта вища, безпартійний | 26.03.2006   | 31.10.2010      |
| Абрамчук Валерій Антонович  | Сільський голова, 1956 року народження, освіта вища, безпартійний | 31.10.2010   |                 |

Примітка: таблиця складена за даними сайту Верховної Ради України

### Депутати
За результатами місцевих виборів 2010 року депутатами ради стали:

#### За суб'єктами висування
| Суб'єкт висування | Кількість обраних депутатів | %   |
| ----------------- | --------------------------- | --- |
| Самовисування     | 22                          | 100 |

#### За округами
| № округу | Прізвище, ім'я, по батькові      | Дата визнання обраним | Освіта             | Партійна приналежність | Відомості про обраного депутата                                                  |
| -------- | -------------------------------- | --------------------- | ------------------ | ---------------------- | -------------------------------------------------------------------------------- |
| 1        | Коземчук Віталій Володимирович   | 02.11.2010            | середня            | позапартійний          | приватний підприємець                                                            |
| 2        | Кириляк Василь Михайлович        | 02.11.2010            | середня            | позапартійний          | тимчасово не працює                                                              |
| 3        | Мандрик Марія Стеліанівна        | 02.11.2010            | вища               | позапартійна           | Банилово-Підгірнівська гімназія, заступник директора з навчально-виховної роботи |
| 4        | Гнатюк Іван Георгійович          | 02.11.2010            | вища               | позапартійний          | Гільчанське лісництво, майстер лісу                                              |
| 5        | Мотовилець Галина Арестідіївна   | 02.11.2010            | середня            | позапартійна           | Банилово-Підгірнівська сільська рада, діловод                                    |
| 6        | Корман Сергій Миколайович        | 02.11.2010            | середня спеціальна | позапартійний          | приватний підприємець                                                            |
| 7        | Червоняк Олександр Сильвестрович | 02.11.2010            | вища               | позапартійний          | Банилово-Підгірнівська гімназія, вчитель                                         |
| 8        | Кириляк Тодор Григорович         | 02.11.2010            | середня            | позапартійний          | приватний підприємець                                                            |
| 9        | Бортош Едуард Михайлович         | 02.11.2010            | середня            | позапартійний          | ТОВ «Бортош і КО», приватний підприємець                                         |
| 10       | Микайло Лариса Георгіївна        | 02.11.2010            | вища               | позапартійна           | Банилово-Підгірнівська гімназія, вчитель                                         |
| 11       | Харитон Геннадій Вікторович      | 02.11.2010            | середня спеціальна | позапартійний          | Народний дім, директор                                                           |
| 12       | Марфічук Микола Володимирович    | 02.11.2010            | середня            | позапартійний          | тимчасово не працює                                                              |
| 13       | Козьмич Дмитро Григорович        | 02.11.2010            | середня спеціальна | позапартійний          | Банилово-Підгірнівська сільська рада, землевпорядник                             |
| 14       | Сметанюк Іван Георгійович        | 02.11.2010            | вища               | позапартійний          | Держспецлісгосп АПК, помічник лісничого                                          |
| 15       | Сметанюк Василь Георгійович      | 02.11.2010            | вища               | позапартійний          | Держспецлісгосп АПК, лісничий                                                    |
| 16       | Палічук Майя Миколаївна          | 02.11.2010            | вища               | позапартійна           | Банилово-Підгірнівська сільська рада, секретар                                   |
| 17       | Швед Любов Тодорівна             | 02.11.2010            | вища               | позапартійна           | дошкільний навчальний заклад с. Банилів-Підгірний, завідувачка                   |
| 18       | Кошман Василь Сидорович          | 02.11.2010            | середня спеціальна | член Партії регіонів   | Банилово-Підгірнівська сільська рада, начальник ВОС                              |
| 19       | Фраюк Ілля Георгійович           | 02.11.2010            | вища               | позапартійний          | приватний підприємець                                                            |
| 20       | Швед Тарас Павлович              | 02.11.2010            | середня            | позапартійний          | ПП Штефюк П. М., різноробочий                                                    |
| 21       | Штефюк Павло Іванович            | 02.11.2010            | вища               | позапартійний          | Давидівська дільнична лікарня ветеринарної медицини, ветеринарний лікар          |
| 22       | Морараш Роман Георгійович        | 02.11.2010            | вища               | позапартійний          | Гільчанське лісництво, лісничий                                                  |